# Qu'est-ce qu'une nation ?
Qu'est-ce qu'une nation ? est une conférence donnée par Ernest Renan à la Sorbonne en 1882, et publié par Calmann-Lévy la même année. Ce discours reste, avec La Vie de Jésus, le texte le plus connu de Renan.
Dans la préface du recueil de 1887, l'auteur consacre une large partie à l'importance qu'il accorde au texte de sa conférence, où il dit avoir « pesé chaque mot avec le plus grand soin ».

## Le texte et sa postérité
Dans cette conférence prononcée le 11 mars 1882, Renan se positionne contre une vision allemande de la nation, dans le contexte de la défaite de 1870 et de l'annexion par l'Empire allemand de l'Alsace-Lorraine. Il formule l'idée qu'une nation repose à la fois sur un héritage passé, qu'il s'agit d'honorer, et sur la volonté présente de le perpétuer :
« Une nation est une âme, un principe spirituel. Deux choses qui, à vrai dire, n’en font qu’une, constituent cette âme, ce principe spirituel. L’une est dans le passé, l’autre dans le présent. L’une est la possession en commun d’un riche legs de souvenirs ; l’autre est le consentement actuel, le désir de vivre ensemble, la volonté de continuer à faire valoir l’héritage qu’on a reçu indivis. » 
Ce texte est devenu l'emblème d'une conception française contractuelle de la nation, basée sur la volonté d'une population de former une nation, par opposition à une conception allemande contemporaine censée être beaucoup plus essentialiste (fondée sur la culture, la langue, la religion comme la race). Les Discours à la nation allemande (1807) de Johann Gottlieb Fichte sont souvent pris en exemple de la conception allemande de la nation malgré l'intervalle entre lequel les deux auteurs s'expriment (75 ans).
Le texte figure au programme des examens de la fonction publique en France[réf. nécessaire].
Ernest Renan ayant écrit : «  l'essence d'une nation est que tous les individus aient beaucoup de choses en commun, et aussi que tous aient oublié bien des choses. ».